# Maria Mechtcherskaïa
La princesse Maria Elimovna Mechtcherskaïa (en russe : Мария Элимовна Мещерская), de son nom de femme mariée princesse Demidoff (ou Demidova)-San-Donato, née le 16 février 1844 et morte le 26 juin 1868, est une aristocrate russe, demoiselle d'honneur de l'impératrice Marie Fiodorovna. Elle fut également le premier amour de l'empereur Alexandre III, alors héritier du trône.

## Famille
La princesse Maria Mechtcherskaïa naît au sein de la famille Mechtcherski, fille du diplomate Élim Mechtcherski, poète d'expression française, et de son épouse, née Varvara Jikhareva, fille de l'écrivain Stepan Jikharev. Alors qu'elle a à peine un an, son père meurt en 1844 et sa mère doit demander de l'aide à la famille de son défunt mari. La jeune princesse passe son enfance à Paris et à Nice, déménageant sans cesse de chez sa mère, chez sa grand-mère. À l'âge de quinze ans, elle perd sa mère, devenant orpheline. Elle retourne en Russie à l'âge de dix-huit ans pour habiter chez sa tante, la princesse Bariatinskaïa, née princesse Tchernycheva. Dans ses Mémoires, le comte Cheremetiev écrit: « L'on ne peut pas dire que la princesse Bariatinskaïa la gâtait. Au contraire, elle la traitait comme une parente pauvre et elle occupait la dernière place à la maison. »

## Relation avec Alexandre III
Bientôt cependant, grâce aux places qu'occupaient certains membres de sa famille à la cour, la jeune princesse devient demoiselle d'honneur (Fraülein ou Freulin en russe, dérivé de l'allemand) de l'impératrice Marie Fiodorovna, épouse d'Alexandre II. Maria Mechtcherskaïa rencontre au printemps 1864 à la cour le grand-duc Alexandre Alexandrovitch, deuxième fils du couple impérial, et véritable colosse. Le nom de la jeune princesse apparaît dans la correspondance du jeune grand-duc. En juin de cette année, il écrit à sa mère: « nous sommes allés en compagnie à Pavlovsk à la ferme où nous avons pris le thé. M. E. Mechtcherskaïa nous a accompagnés lorsque nous avons fait une promenade à cheval. Elle vient souvent avec nous à Pavlovsk.»Petit à petit, la jeune fille se trouve en compagnie d'un groupe de jeunes gens formant à la cour une certaine «jeunesse dorée». Outre le jeune grand-duc Alexandre, ce groupe est formé de son frère aîné, le tsarévitch Nicolas Alexandrovitch et de son frère puîné, le grand-duc Vladimir Alexandrovitch, puis de leurs cousins, le jeune duc de Leuchtenberg et le grand-duc Nicolas Constantinovitch, ainsi que du prince Vladimir Mechtcherski, du comte Illarion Vorontsov-Dachkov, du prince Vladimir Bariatinski, de la demoiselle d'honneur Alexandra Joukovskaïa et d'autres. Cette jeunesse dansait, jouait aux cartes, récitait des vers, montait à cheval et se divertissait. C'est ainsi qu'Alexandre se rapproche peu à peu de la princesse Maria.

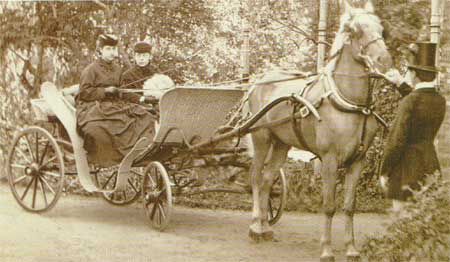
Maria Mechtcherskaïa et Alexandra Joukovskaïa en attelage.

En 1865, la famille impériale est frappée d'une tragédie: la mort du tsarévitch Nicolas dans le Midi de la France, et Alexandre devient l'héritier du trône. Il change aussi de sentiment: ses liens d'amitié avec la jeune fille prennent une tournure plus sérieuse. Il écrit le 7 juin dans son Journal : « c'est tous les jours la même chose, ce serait insupportable, s'il n'y avait pas М.». Ils se mettent d'accord pour faire semblant de se rencontrer par hasard en se promenant dans le parc, mais bientôt le couple impérial est mis au courant de cette amitié. L'impératrice trouve que la conduite de son fils « n'est pas convenable ». Le 19 juin 1865, après s'être rencontrés sur la route Anglaise de Tsarskoïe Selo à Pavlovsk, le tsarévitch déclare qu'«ils ne peuvent plus continuer leur relation comme auparavant ». En souvenir de leur amitié, Maria donne sa photographie au jeune homme où elle se trouve en compagnie d'Alexandra Joukovskaïa conduisant un attelage, avec la mention : «en souvenir du dernier jour dans le cher Tsarskoïe Selo».
Cependant, les rencontres reprennent par l'entremise d'Alexandra Joukovskaïa, qui sert de messagère et parfois de chaperon dans les promenades. le tsarévitch n'est pas sûr des sentiments de Maria à son égard. Il craint alors qu'elle n'accepte telle ou telle demande en mariage, et finalement propose à son meilleur ami, le comte Illarion Vorontsov-Dachkov, d'épouser la jeune princesse, mais celui-ci préfère faire sa demande à la comtesse Élisabeth Andreïevna Chouvalova qu'il épouse bientôt. Des années plus tard, le fils unique de Maria épousera Sophie, la fille du comte Illarion Vorontsov-Dachkov. Peu à peu les rencontres entre Alexandre et Maria se font de plus en plus fréquentes et bientôt la jeune fille reçoit un blâme. La dame d'honneur de la cour, la comtesse Catherine von Tiesenhausen déclare que la jeune princesse ne se conduit pas convenablement en courant ouvertement derrière l'héritier du trône. Afin d'éviter de «sérieuses conséquences», elle doit cesser de rencontrer le tsarévitch.
En novembre 1865, Alexandre II exprime le désir que le tsarévitch et l'ancienne fiancée de Nicolas Alexandrovitch, la princesse Dagmar de Danemark, se fiancent. Le tsarévitch hésite entre ses sentiments et le devoir. Il écrit le 15 mars : « je ne l'aime pas par plaisanterie et si j'étais un homme libre, je me marierais avec elle et je suis sûr qu'elle accepterait tout à fait». Mais le 18 avril 1866, la princesse Mechtcherskaïa déclare au cours d'un bal donné ce soir-là que le prince von Wittgenstein lui a fait une demande.  Le cousin de Maria, le prince Vladimir Mechtcherski, sachant que le tsarévitch avait l'intention de renoncer au trône, lui avait dit : «…mais elle ne vous aime pas, elle est incapable d'aimer. C'est une petite nature égoïste qui se trouve ravie de faire tourner la tête du tsarévitch !». Le couple impérial insiste pour que leur fils se rende au Danemark,  et en mai, le jeune homme écrit dans son Journal : « je ne pense seulement qu'à refuser cette situation difficile qui est la mienne et, si je pouvais, à épouser M. E. Je veux renoncer à ce mariage avec Dagmar que je ne peux et ne veux aimer. peut-être vaudrait-il mieux que je renonce au trône… Je ne veux d'autre femme que M. E. ». Mais en même temps, le grand-duc redoute que « lorsque viendra la minute décisive, elle ne se refuse à moi et alors tout serait gâché».
Une explication décisive a lieu en mai 1866. L'empereur est averti qu'un article est paru dans la presse danoise, selon lequel le tsarévitch ne veut pas épouser Dagmar à cause de ses sentiments à l'égard de la princesse Mechtcherskaïa. Le roi Christian IX de Danemark envoie alors une lettre au couple impérial lui demandant de confirmer ou non les intentions du tsarévitch à l'égard de sa fille Dagmar. Il s'ensuit une dispute extrêmement vive entre le jeune homme et ses parents à l'issue de laquelle il déclare renoncer au trône et vouloir épouser la princesse. Alexandre II menace alors d'exiler la princesse. Finalement, Alexandre Alexandrovitch, après s'être expliqué avec Maria Mechtcherskaïa, accepte de se rendre à la cour de Copenhague. Il demande une seule chose à son père: de ne pas en vouloir à la jeune princesse et de ne pas l'exiler. L'impératrice Marie rassure alors son fils: la princesse Mechtcherskaïa doit se rendre volontairement à Paris avec sa tante.
Les fiançailles du tsarévitch et de la princesse Dagmar ont lieu le 17 juin 1866 et la cérémonie de mariage se déroule le 28 octobre suivant. La princesse Mechtcherskaïa ne rencontre le tsarévitch qu'une seule et dernière fois, en 1867 à Paris, lorsque celui-ci accompagne son père l'empereur en visite officielle à Paris, auprès de Napoléon III.

## Mariage
En 1867, la princesse Maria Mechtcherskaïa épouse le prince Paul Pavlovitch Demidoff (1839-1885) et donne naissance le 25 juin 1868 à un fils, baptisé Élim comme son grand-père maternel. Elle meurt en couches le lendemain. La veille de sa mort, elle avait avoué à son amie Alexandra Joukovskaïa qu'elle « n'avait jamais aimé personne d'autre que le tsarévitch ». En mémoire de son épouse, le prince Demidoff donna son nom aux ateliers qu'il fit ouvrir à Paris, les ateliers Marie.